# Objem (glasbena skupina)
Objem je slovenska zabavna glasbena skupina, ustanovljena leta 1990. Igrajo različne glasbene zvrsti. Nastopajo po celotni Sloveniji na različnih prireditvah. Avtorska glasba obsega  različne glasbene zvrsti, večina te pa se uvršča v pop rock in plesno glasbo. Do sedaj so izdali 9 albumov in več video spotov. Med albumi sta tudi dve plesni plošči  (Zaplešite z nami 1 in Zaplešite z nami 2), ki ju je je verificirala Plesna Zveza Slovenije (PZS) kot »slovenski plesni plošči«. Gonilna sila skupine je vodja Tugomir  Androja, ki je tudi avtor in producent večine njihovih skladb. Vse skladbe so posnete v njegovem snemalnem studiu.  Nastopali so na različnih glasbenih festivalih in oddajah: Slovenska popevka, Z glasbo do srca, Ptujski festival, Števerjan - Italija, Vurberk, Poglej in zadeni, Festival narečnih popevk, Pr Francet, Zvezdni prah, Pri Joževcu z Natalijo, Vrtiljak, Nova scena Fens, Ena po domače, Graška gora poje, Zlata voščenka Besnica itd. Do danes so odigrali preko 2000 živih nastopov večina po Sloveniji in nekaj tudi v tujini.    

## Zasedba

### Sedanja zasedba
- Tugomir Androja - kitara, vokal, vodja, aranžer, producent (1990 - danes)
- Milan Popovič - bas kitara, kontrabas, vokal (2011 - danes)
- Igor Tomažič - klaviature, harmonika, vokal (2014 - danes)
- Mateja Bogolin - vokal (2017 - danes)
- Kristina Prah - vokal (2011 - danes)

### Prvotna zasedba
- Tugomir Androja - kitare, vokal
- Frenk Volko - bobni, vokal
- Samo Kečkeš - saksofon, klarinet, vokal
- Toni Homan - klaviature, vokal
- Bojan Žnidaršič - bas kitara, vokal

### Nekdanji člani:
Tine Božič, Damjana Gligič, Barbara Ulčnik, Stane Černe, Lackovič Goran, Dušan Grgič, Marjan Dirnbek, Ivo Pipič, Igor Dimc, Marjan Vidrih, Veronika Božič

## Stili glasbe
- pop
- Rock
- Zabavna
- Plesna
- Rock'n roll
- Disco

## Albumi
- Ljubimec na obroke (1992 Založba Mandarina)
- Odšel bom (1995 Založba Megaton)
- Naj odnese me s teboj (1999 Samozaložba)
- Daleč stran (2002 Založba DOLDI)
- Zaplešite z nami 1 (2004 Založba ZKP)
- Korenjaki (2006 Založba Sraka)
- Zaplešite z nami 2 (2009 Založba Zlati zvoki)
- Nekaj najlepših (2012 Založba Kd. Objem)
- Zemlja pleše (2018 Založba Kd. Objem)

## Uspešnice
- Ciganske pesmi
- Poročna pesem
- Pro Arte mix
- Lahko noč Irena
- Slovenske popevke
- Vem
- Najlepše starogradske
- Cinca Marinca
- Ko fantje vsi
- Čebelar
- Doživjeti stotu
- Zagorske uspešnice
- Kje so tiste stezice
- Ljubezen iz šolskih dni
- Kam le čas beži
- Čakala bom
- Zemlja pleše
- Objemov glasbeni mix
- Zvestoba do groba
- Odšel bom

## Povezave
- Uradno spletno mesto